# Roberto Leopardi
Roberto Rafael Leopardi (Montevideo, 19 luglio 1933) è un ex calciatore uruguaiano, di ruolo centrocampista.

## Caratteristiche tecniche
Era un tipico mediano di scuola sudamericana, più dotato in fase di impostazione di gioco che di interdizione, abile anche dal punto di vista tattico.

## Carriera

### Club
Giocò in patria nel Nacional Montevideo ed in Serie A  dal 1957 al 1960 con le maglie di Genoa e Lanerossi Vicenza, esordendo nella massima serie italiana l'8 settembre 1957 in occasione della sconfitta esterna del Genoa col Napoli, e totalizzando complessivamente durante la militanza italiana 64 presenze e 3 reti in campionato.

### Nazionale
Prese parte, con la Nazionale uruguaiana, ai Mondiali 1954, nei quali non scese mai in campo. Nel 1955 e nel 1956 fece invece parte della Celeste in Coppa America. In totale scese in campo 7 volte con la Nazionale tra il 1954 ed il 1956, senza riuscire mai a segnare un gol.